# Eli Young Band
Die Eli Young Band ist eine US-amerikanische Countryband aus Texas um Sänger Mike Eli und Gitarrist James Young. Mit dem Album Jet Black & Jealous hatten sie 2008 ihren Durchbruch. Zweimal erreichte die Band in den 2010er Jahren Platz 1 der US-Countrycharts bei den Countrysongs mit Crazy Girl und Even If It Breaks Your Heart und einmal Platz 1 bei den Countryalben.

## Bandgeschichte
Mike Eli und James Young lernten sich als Studenten und Zimmergenossen an der University of North Texas kennen und traten mit Akustikgitarre als Eli & Young in Denton und Umgebung auf. Dann beschlossen sie, eine vollständige Band zu gründen, die Eli Young Band mit den Kommilitonen Jon Jones als Bassist und Chris Thompson als Schlagzeuger.
Sie machten sich zuerst lokal einen Namen und wurden 2003 als Vorgruppe bei einem Auftritt von Miranda Lambert engagiert. Der Produzent Frank Liddell nahm sie nach der Show beim Label Carnival Recording unter Vertrag und zwei Jahre später veröffentlichten sie ihr Debütalbum Level. Mit Songs wie That’s the Way und When the Rain Begins hatten sie zwar in Texas einigen Erfolg, es reichte aber nicht für den nationalen Durchbruch.
Durch Liveauftritte vergrößerten sie ihre Anhängerschaft in den Südstaaten und Engagements als Vorgruppe machten sie in den folgenden Jahren auch im Rest der USA bekannt. Sie wechselten zum größeren Label Republic Records und veröffentlichten eine Neuaufnahme von When It Rains, die ihr erster nationaler Countryerfolg wurde. 2008 ließen sie das Album Jet Black & Jealous folgen und kamen damit auf Platz 5 der US-Albumcharts. Der Song Always the Love Songs war ihr erster Hit in den offiziellen Singlecharts und brachte ihnen ihre erste Goldene Schallplatte.
Mit Life at Best wurde 2011 das erfolgreichste Album der Eli Young Band veröffentlicht. Es kam in den Country- und den offiziellen Charts in die Top 10 und brachte mit Crazy Girl und Even If It Breaks Your Heart zwei Nummer-eins-Hits in den Country-Singlecharts hervor, die zudem in die Top 40 der offiziellen Charts kamen und beide mit Platin ausgezeichnet wurden. Crazy Girl wurde außerdem bei den ACM Awards 2011 als Song des Jahres ausgezeichnet, Even If It Breaks Your Heart brachte ihnen zwei Nominierungen bei den Grammy Awards 2013.
Weitere drei Jahre später folgte das Album 10,000 Towns. Mit Platz 1 der Countrycharts und Platz 5 der Billboard 200 erreichten sie zwar ihre höchsten Platzierungen, insgesamt blieb es aber hinter den beiden Vorgängern zurück, die sich beide mehr als eineinhalb Jahre in den Countrycharts halten konnten. Immerhin enthielt es mit Drunk Last Night einen weiteren Platinhit.
Vor dem nächsten Album verließen sie ihr Label und wechselten zu Valory. Fingerprints erschien 2017, kam aber nur auf Platz 17 der Countryalben und verpasste die Top 100 der offiziellen Charts. Nach nur einer Woche war das Album auch wieder aus den Charts herausgefallen. 2019 hatte die Eli Young Band noch einmal einen Hit mit Love Ain’t, ein Bonussong auf ihrem Greatest-Hits-Album in diesem Jahr. Zum sechsten Mal platzierten sie sich damit in den offiziellen Hot 100 und zum vierten Mal erhielten sie dafür Platin.

## Mitglieder
- Mike Eli, Sänger, Gitarrist
- James Young, Gitarrist
- Jon Jones, Bassist
- Chris Thompson, Schlagzeuger

## Diskografie

### Alben
| Jahr | Titel                                 | Höchstplatzierung, Gesamtwochen, AuszeichnungChartplatzierungen (Jahr, Titel, Platzierungen, Wochen, Auszeichnungen, Anmerkungen) | Höchstplatzierung, Gesamtwochen, AuszeichnungChartplatzierungen (Jahr, Titel, Platzierungen, Wochen, Auszeichnungen, Anmerkungen) | Anmerkungen                                       |
| Jahr | Titel                                 | US | Country | Anmerkungen                                       |
| ---- | ------------------------------------- | --- | --- | ------------------------------------------------- |
| 2005 | Level                                 | — | — | Erstveröffentlichung: 5. April 2005               |
| 2006 | Live at the Jolly Fox                 | — | — | Erstveröffentlichung: 14. November 2006 Livealbum |
| 2008 | Jet Black & Jealous                   | US30 (9 Wo.)US | Country5 (83 Wo.)Country | Erstveröffentlichung: 16. September 2008          |
| 2011 | Crazy Girl                            | US128 (1 Wo.)US | Country24 (13 Wo.)Country | EP                                                |
| 2011 | Life at Best                          | US6 (40 Wo.)US | Country3 (78 Wo.)Country | Erstveröffentlichung: 16. August 2011             |
| 2014 | 10,000 Towns                          | US5 (6 Wo.)US | Country1 (29 Wo.)Country | Erstveröffentlichung: 4. März 2014                |
| 2015 | Turn It On EP                         | US113 (1 Wo.)US | Country11 (2 Wo.)Country | Erstveröffentlichung: 10. März 2015 EP            |
| 2017 | Fingerprints                          | US116 (1 Wo.)US | Country17 (1 Wo.)Country | Erstveröffentlichung: 16. Juni 2017               |
| 2019 | This Is Eli Young Band: Greatest Hits | — | Country26 (17 Wo.)Country | Erstveröffentlichung: 29. März 2019 Best-of-Album |

### Singles
| Jahr | Titel Album                                              | Höchstplatzierung, Gesamtwochen, AuszeichnungChartplatzierungen (Jahr, Titel, Album, Platzierungen, Wochen, Auszeichnungen, Anmerkungen) | Höchstplatzierung, Gesamtwochen, AuszeichnungChartplatzierungen (Jahr, Titel, Album, Platzierungen, Wochen, Auszeichnungen, Anmerkungen) | Anmerkungen                                              |
| Jahr | Titel Album                                              | US | Country | Anmerkungen                                              |
| --- | -------------------------------------------------------- | --- | --- | -------------------------------------------------------- |
| 2007 | When It Rains Jet Black & Jealous                        | — | Country34 (38 Wo.)Country | Erstveröffentlichung: 22. Oktober 2007                   |
| 2008 | Always the Love Songs Jet Black & Jealous                | US69 Gold · (11 Wo.)US | Country11 (37 Wo.)Country | Erstveröffentlichung: 29. September 2008                 |
| 2009 | Radio Waves Jet Black & Jealous                          | — | Country35 (16 Wo.)Country | Erstveröffentlichung: 29. Juni 2009                      |
| 2010 | Guinevere Jet Black & Jealous                            | — | Country45 (20 Wo.)Country | Erstveröffentlichung: 22. März 2010                      |
| 2011 | Crazy Girl Life at Best                                  | US30 ×4Vierfachplatin · (36 Wo.)US | Country1 (40 Wo.)Country | Erstveröffentlichung: 7. März 2011                       |
| 2011 | Even If It Breaks Your Heart Life at Best                | US29 ×2Doppelplatin · (20 Wo.)US | Country1 (33 Wo.)Country | Erstveröffentlichung: 16. August 2011                    |
| 2012 | Say Goodnight Life at Best                               | — | Country31 (24 Wo.)Country | Erstveröffentlichung: 27. August 2012                    |
| 2013 | Drunk Last Night 10,000 Towns                            | US41 Platin · (20 Wo.)US | Country3 (29 Wo.)Country | Erstveröffentlichung: 1. Juli 2013                       |
| 2014 | Dust 10,000 Towns                                        | US79 Gold · (9 Wo.)US | Country19 (31 Wo.)Country | Erstveröffentlichung: 3. Februar 2014                    |
| 2015 | Turn It On                                               | — | Country42 (8 Wo.)Country | Erstveröffentlichung: 10. März 2015                      |
| 2015 | Honey, I’m Good Magazines or Novels                      | — | Country37 (8 Wo.)Country | Erstveröffentlichung: 20. November 2015 mit Andy Grammer |
| 2016 | Saltwater Gospel (Fins Up Version) Fingerprints          | — | Country43 (12 Wo.)Country | Erstveröffentlichung: 10. Juni 2016 mit Jimmy Buffett    |
| 2018 | Love Ain’t This Is Eli Young Band: Greatest Hits         | US50 ×2Doppelplatin · (18 Wo.)US | Country8 (34 Wo.)Country | Erstveröffentlichung: 25. Mai 2018                       |
| Folgende Lieder erschienen nicht als Single, wurden aber durch das Album zum Download und Streaming bereitgestellt und konnten somit eine Platzierung erlangen: |                                                          | | |                                                          |
| |                                                          | | |                                                          |
| 2012 | Wonderful Christmastime The Country Christmas Collection | — | Country33 (4 Wo.)Country |                                                          |

Weitere Singles
- That’s the Way (2005)
- Just Add Moonlight (2014)
- Break It In (2019)

## Auszeichnungen für Musikverkäufe
| Platin-Schallplatte - Kanada - 2020: für die Single Love Ain’t | 2× Platin-Schallplatte - Kanada - 2023: für die Single Crazy Girl |

Anmerkung: Auszeichnungen in Ländern aus den Charttabellen bzw. Chartboxen sind in ebendiesen zu finden.
| Land/RegionAuszeichnungen für Musikverkäufe (Land/Region, Auszeichnungen, Verkäufe, Quellen) | Gold     | Platin       | Verkäufe   | Quellen         |
| -------------------------------------------------------------------------------------------- | -------- | ------------ | ---------- | --------------- |
| Kanada (MC)                                                                                  | —        | 3× Platin3   | 240.000    | musiccanada.com |
| Vereinigte Staaten (RIAA)                                                                    | 2× Gold2 | 9× Platin9   | 10.000.000 | riaa.com        |
| Insgesamt                                                                                    | 2× Gold2 | 12× Platin12 |            |                 |